# Chasing Coral
Chasing Coral ist ein US-amerikanischer Dokumentarfilm. Er feierte seine Weltpremiere am 21. Januar 2017 auf dem Sundance Film Festival, seit 14. Juli ist er weltweit auf Netflix zu sehen.

## Handlung
In dem Film dokumentieren Taucher, Wissenschaftler und Fotografen das klimabedingte Sterben von Korallenriffen. Das Team versucht, eine Korallenbleiche in Zeitraffer festzuhalten. Bei diesem Unternehmen sind sie mit mehreren Rückschlägen konfrontiert, technischer oder wetterbedingter Natur. Es läuft darauf hinaus, dass das Team die Zeitrafferaufnahmen der Korallenbleiche von 2016 im Great Barrier Reef manuell erstellt.

## Produktion
Chasing Coral wurde von Argent Pictures, Code Blue Foundation, EarthSense Foundation, Exposure Labs, The Kendeda Fund und Sustainable Films für Netflix produziert.

## Auszeichnungen
Am 7. Dezember 2017 wurde bekannt, dass sich der Film in der Vorauswahl befindet, aus der die Academy of Motion Picture Arts and Sciences die Nominierungen für die Oscarverleihung 2018 in der Kategorie Bester Dokumentarfilm bestimmen wird. Die folgende Auflistung enthält eine Auswahl von Preisverleihungen.
- Boulder International Film Festival 2017
  - BIFF Award, Best Feature Documentary, Jeff Orlowski
  - Call to Action Award, Jeff Orlowski
  - Peoples Choice Award,Feature Length Film, Jeff Orlowski
- Hot Docs Canadian International Documentary Festival 2017, Audience Award, Best Documentary, Jeff Orlowski 2nd Place
- Seattle International Film Festival 2017, Golden Space Needle Award, Best Documentary, Jeff Orlowski 2nd Place
- Sheffield International Documentary Festival 2017, Environmental Award, Jeff Orlowski, Nominiert
- Sundance Film Festival 2017
- Audience Award, Documentary, Jeff Orlowski
- Grand Jury Prize, Documentary, Jeff Orlowski, Nominiert

## Kritik
Der Autor David Rooney lobte den Film in der Fachzeitschrift Hollywood Reporter als vorzüglich gemachten Dokumentarfilm, der wahrscheinlich unerwartet emotional wirken könne. Denn die unwiderlegbaren visuellen Beweise, die hier gezeigt würden, seien selbst für die unbelehrbarsten Skeptiker des Klimawandels kaum zu ignorieren, da der Film detailliert den verheerenden Verlust einer der atemberaubendsten Schöpfungen der Natur zeige, der auch die Grundlagen einer zentralen Quelle für Nahrung und Sauerstoff bedrohe.
Weniger zufrieden äußerte sich das Lexikon des Internationalen Films, das zwei von fünf möglichen Sternen vergab. Das selbstreflexive Konzept des Filmes, der sich neben dem Korallensterben auch seinem eigenen filmischen Erschaffungsprozess widme, gehe nicht auf und sorge dafür, „dass sich der Film wichtiger zu nehmen scheint als sein Thema.“